# Trałowce typu YMS
Trałowce typu YMS – typ drewnianych trałowców budowanych w okresie II wojny światowej w Stanach Zjednoczonych. Skrót pochodzi od nazwy Yard Minesweeper. Zbudowano aż 561 okrętów tego typu w 32 stoczniach. Większość służyła podczas wojny w marynarce wojennej USA, 150 okrętów przekazano brytyjskiej Royal Navy, 30 marynarce Wolnych Francuzów i 45 pod koniec wojny marynarce ZSRR. W służbie amerykańskiej nosiły one oznaczenia YMS z kolejnymi numerami 1-481, w służbie brytyjskiej nosiły natomiast oznaczenia BYMS z numerami powyżej 2000 (British Yard Minesweeper). Budowane były w trzech niewiele różniących się wariantach:
- Mk. I miał dwa kominy (YMS-1 – 134, BYMS-2001 – 2080),
- Mk. II – jeden komin (YMS-135 – 445),
- Mk. III – brak komina (YMS-446 – 481).

Trałowce były skonstruowane z drewna dla przyspieszenia budowy, dopiero później okazało się, że dzięki temu mają dobre własności małomagnetyczne, stanowiące zaletę przy trałowaniu min magnetycznych.
Po wojnie, liczne trałowce zostały sprzedane z demobilu do różnych państw całego świata, w tym do Korei Południowej. Pozostające w służbie USA, otrzymały w 1947 oznaczenia AMS z numerami, w 1955 oznaczenia MSC(O) z numerami, później MSCO. Ze służby w US Navy ostatecznie wycofano je w latach 60.
Cztery trałowce typu YMS Mk. II zostały zakupione w sierpniu 1947 z demobilu amerykańskiego przez polskie Ministerstwo Żeglugi. Trzy z nich zostały następnie przekazane polskiej Marynarce Wojennej w zamian za przetrałowanie toru wodnego ze Szczecina do Szwecji toru wejściowego do Kołobrzegu i basenu portowego w Gdańsku, wchodząc do służby 19 kwietnia 1948. Nosiły one nazwy: ORP „Delfin” (ex-YMS-211, BYMS-2211), „Foka” (ex-YMS-257, BYMS-2257) i „Mors” (ex-YMS-282, BYMS-2282). Czwarta jednostka pod nazwą „Zodiak” używana była w cywilnej służbie hydrograficznej.
Trałowcem typu YMS jest też „Calypso” – statek badawczy używany przez Cousteau, zbudowany jako BYMS-26.

## Uzbrojenie
- uzbrojenie oryginalne:
  - działo kalibru 76,2 mm
  - dwa działka przeciwlotnicze kalibru 20 mm
- uzbrojenie w polskiej służbie:
  - działo 85 mm
  - 4 wkm Colt-Browning kalibru 12,7 mm
- wyposażenie:
  - trały kontaktowe i niekontaktowe

W pobliżu Helu na zatoce na głębokości 16–18 m leży dobrze zachowany wrak ORP Delfin.